# Snowberger
A Snowberger foi um construtor norte-americano de carros de corrida. Produziu chassis para as equipes Automobile Shippers e Rassey competir nas 500 Milhas de Indianápolis de 1950, que naquele ano fez parte do calendário do Campeonato Mundial da FIA.